# Ctenium canescens
Ctenium canescens är en gräsart som beskrevs av George Bentham. Ctenium canescens ingår i släktet Ctenium, och familjen gräs. Inga underarter finns listade i Catalogue of Life.